# C17H22N2
分子式C17H22N2（摩尔质量：254.377 g/mol）可以指：
- 芬苯扎胺（英语：Phenbenzamine），CAS号：961-71-7
- 米氏碱（N,N,N',N'-四甲基-4,4'-二氨基二苯甲烷），CAS号：101-61-1
- WAY-470，PubChem CID：54929142

|  | 这个同类索引页列出了具有相同分子式的化学物（即同分異構體）条目。 除非您是有意链接至本页，否则应将相应条目的内部链接指向正确的条目。 |